# 2000-es rövid pályás úszó-Európa-bajnokság
A 2000-es rövid pályás úszó-Európa-bajnokságot december 14. és december 17. között rendezték Valenciában, Spanyolországban. Az Eb-n 38 versenyszámot rendeztek.
Érdekesség, hogy a férfi 50 méteres mellúszásban hármas holtverseny alakult ki, három versenyző kapott aranyérmet. Ezüstérmes és bronzérmes nem volt a versenyszámban.

## Éremtáblázat
(A táblázatban a rendező nemzet eltérő háttérszínnel kiemelve.)
| Helyezés | Nemzet             | Arany | Ezüst | Bronz | Összesen |
| 1.       | Svédország         | 10    | 4     | 2     | 16       |
| 2.       | Olaszország        | 7     | 1     | 1     | 9        |
| 3.       | Németország        | 5     | 5     | 2     | 12       |
| 4.       | Csehország         | 3     | 3     | 3     | 9        |
| 5.       | Szlovákia          | 3     | 0     | 1     | 4        |
| 6.       | Egyesült Királyság | 2     | 7     | 10    | 19       |
| 7.       | Ukrajna            | 2     | 1     | 2     | 5        |
| 8.       | Izland             | 2     | 1     | 0     | 3        |
| 9.       | Oroszország        | 1     | 3     | 1     | 5        |
| 10.      | Lengyelország      | 1     | 2     | 1     | 4        |
| 10.      | Horvátország       | 1     | 2     | 1     | 4        |
| 12.      | Szlovénia          | 1     | 0     | 3     | 4        |
| 13.      | Svájc              | 1     | 0     | 1     | 2        |
| 14.      | Franciaország      | 1     | 0     | 0     | 1        |
| 15.      | Spanyolország      | 0     | 4     | 2     | 6        |
| 16.      | Dánia              | 0     | 2     | 1     | 3        |
| 17.      | Észtország         | 0     | 1     | 0     | 1        |
| 17.      | Finnország         | 0     | 1     | 0     | 1        |
| 19.      | Norvégia           | 0     | 0     | 3     | 3        |
| 20.      | Izrael             | 0     | 0     | 1     | 1        |
| 20.      | Litvánia           | 0     | 0     | 1     | 1        |
| 20.      | Ausztria           | 0     | 0     | 1     | 1        |
| Összesen | Összesen           | 40    | 37    | 37    | 114      |

## Érmesek

### Férfi
| Versenyszám              | Arany                                                                                       | Arany       | Ezüst                                                                                 | Ezüst    | Bronz                                                                            | Bronz    |
| ------------------------ | ------------------------------------------------------------------------------------------- | ----------- | ------------------------------------------------------------------------------------- | -------- | -------------------------------------------------------------------------------- | -------- |
| 50 m-es gyorsúszás       | Stefan Nystrand · Svédország                                                                | 21,52       | Mark Foster · Egyesült Királyság                                                      | 21,60    | Oleksandr Volynets · Ukrajna                                                     | 21,70    |
| 100 m-es gyorsúszás      | Stefan Nystrand · Svédország                                                                | 47,56       | Denis Pimankov · Oroszország                                                          | 47,69    | Karel Novy · Svájc                                                               | 47,87    |
| 200 m-es gyorsúszás      | Massimiliano Rosolino · Olaszország                                                         | 1:44,63     | Květoslav Svoboda · Csehország                                                        | 1:45,27  | Paul Palmer · Egyesült Királyság                                                 | 1:46,24  |
| 400 m-es gyorsúszás      | Massimiliano Rosolino · Olaszország                                                         | 3:39,59 ER  | Paul Palmer · Egyesült Királyság                                                      | 3:44,80  | Květoslav Svoboda · Csehország                                                   | 3:47,36  |
| 1500 m-es gyorsúszás     | Massimiliano Rosolino · Olaszország                                                         | 14:36,93 ER | Frederik Hviid · Spanyolország                                                        | 14:53,93 | Igor Chervynskyi · Ukrajna                                                       | 14:56,36 |
|                          |                                                                                             |             |                                                                                       |          |                                                                                  |          |
| 50 m-es hátúszás         | Ante Mašković · Horvátország                                                                | 24,60       | Örn Arnarson · Izland                                                                 | 24,81    | Darius Grigalionis · Litvánia                                                    | 24,82    |
| 100 m-es hátúszás        | Örn Arnarson · Izland                                                                       | 52,28 ER    | Gordan Kožulj · Horvátország                                                          | 52,57    | Przemyslan Wilant · Lengyelország                                                | 53,21    |
| 200 m-es hátúszás        | Örn Arnarson · Izland                                                                       | 1:52,90     | Gordan Kožulj · Horvátország                                                          | 1:53,50  | Blaž Medvešek · Szlovénia                                                        | 1:54,61  |
|                          |                                                                                             |             |                                                                                       |          |                                                                                  |          |
| 50 m-es mellúszás        | Mark Warnecke · Németország · Daniel Málek · Csehország · Domenico Fioravanti · Olaszország | 27,11       | nem adták ki                                                                          |          | nem adták ki                                                                     |          |
| 100 m-es mellúszás       | Domenico Fioravanti · Olaszország                                                           | 58,89       | Daniel Málek · Csehország                                                             | 59,67    | Darren Mew · Egyesült Királyság                                                  | 1:00,04  |
| 200 m-es mellúszás       | Stéphan Perrot · Franciaország                                                              | 2:07,58 ER  | Domenico Fioravanti · Olaszország                                                     | 2:08,76  | Daniel Málek · Csehország                                                        | 2:08,86  |
|                          |                                                                                             |             |                                                                                       |          |                                                                                  |          |
| 50 m-es pillangóúszás    | Mark Foster · Egyesült Királyság                                                            | 23,31       | Jere Hård · Finnország                                                                | 23,48    | Jorge Luis Ulibarri · Spanyolország                                              | 23,61    |
| 100 m-es pillangóúszás   | Thomas Rupprath · Németország                                                               | 51,31       | Lars Frölander · Svédország                                                           | 51,76    | Anatoly Polyakov · Oroszország                                                   | 52,54    |
| 200 m-es pillangóúszás   | Thomas Rupprath · Németország                                                               | 1:53,28     | Anatoly Polyakov · Oroszország                                                        | 1:54,01  | Stephen Parry · Egyesült Királyság                                               | 1:54,37  |
|                          |                                                                                             |             |                                                                                       |          |                                                                                  |          |
| 100 m-es vegyes úszás    | Peter Mankoč · Szlovénia                                                                    | 54,14       | Indrek Sei · Észtország                                                               | 54,22    | Davide Cassol · Olaszország                                                      | 55,10    |
| 200 m-es vegyes úszás    | Massimiliano Rosolino · Olaszország                                                         | 1:56,62     | Christian Keller · Németország                                                        | 1:57,68  | Peter Mankoč · Szlovénia                                                         | 1:58,14  |
| 400 m-es vegyes úszás    | Alessio Boggiatto · Olaszország                                                             | 4:10,61     | Frederik Hviid · Spanyolország                                                        | 4:12,94  | Michael Halika · Izrael                                                          | 4:13,48  |
|                          |                                                                                             |             |                                                                                       |          |                                                                                  |          |
| 4 × 50 m-es gyorsváltó   | Svédország · Joakim Dahl · Stefan Nystrand · Lars Frölander · Claes Andersson               | 1:27,52     | Németország · Thomas Winkler · Stephan Kunzelmann · Stefan Herbst · Sven Guske        | 1:27,81  | Egyesült Királyság · Anthony Howard · Mark Foster · Stephen Parry · Matthew Kidd | 1:28,18  |
| 4 × 50 m-es vegyes váltó | Németország · Sebastian Halgasch · Mark Warnecke · Thomas Rupprath · Thomas Winkler         | 1:36,23     | Ukrajna · Volodymyr Nikolaychuk · Oleg Lisogor · Andriy Serdinov · Oleksandr Volynets | 1:37,48  | Horvátország · Ante Mašković · Vanja Rogulj · Tomislav Karlo · Duje Draganja     | 1:37,71  |

### Női
| Versenyszám              | Arany                                                                                      | Arany      | Ezüst                                                                               | Ezüst   | Bronz                                                                            | Bronz   |
| ------------------------ | ------------------------------------------------------------------------------------------ | ---------- | ----------------------------------------------------------------------------------- | ------- | -------------------------------------------------------------------------------- | ------- |
| 50 m-es gyorsúszás       | Therese Alshammar · Svédország                                                             | 24,09      | Alison Sheppard · Egyesült Királyság                                                | 24,48   | Anna-Karin Kammerling · Svédország                                               | 24,75   |
| 100 m-es gyorsúszás      | Therese Alshammar · Svédország                                                             | 53,13      | Johanna Sjöberg · Svédország                                                        | 53,82   | Martina Moravcová · Szlovákia                                                    | 53,97   |
| 200 m-es gyorsúszás      | Martina Moravcová · Szlovákia                                                              | 1:56,51    | Karen Pickering · Egyesült Királyság                                                | 1:57,22 | Karen Legg · Egyesült Királyság                                                  | 1:57,60 |
| 400 m-es gyorsúszás      | Irina Ufimtseva · Oroszország                                                              | 4:06,71    | Jana Pechanová · Csehország                                                         | 4:09,52 | Rebecca Cooke · Egyesült Királyság                                               | 4:10,80 |
| 800 m-es gyorsúszás      | Chantal Strasser · Svájc                                                                   | 8:27,23    | Rebecca Cooke · Egyesült Királyság                                                  | 8:29,24 | Jana Pechanová · Csehország                                                      | 8:31,17 |
|                          |                                                                                            |            |                                                                                     |         |                                                                                  |         |
| 50 m-es hátúszás         | Ilona Hlaváčková · Csehország                                                              | 27,84      | Nina Zhivanevskaya · Spanyolország                                                  | 28,10   | Daniela Samulski · Németország                                                   | 28,12   |
| 100 m-es hátúszás        | Ilona Hlaváčková · Csehország                                                              | 58,82      | Katy Sexton · Egyesült Királyság                                                    | 1:00,04 | Nina Zhivanevskaya · Spanyolország                                               | 1:00,09 |
| 200 m-es hátúszás        | Joanna Fargus · Egyesült Királyság                                                         | 2,08,19    | Nina Zhivanevskaya · Spanyolország                                                  | 2,09,15 | Anja Čarman · Szlovénia                                                          | 2,10,71 |
|                          |                                                                                            |            |                                                                                     |         |                                                                                  |         |
| 50 m-es mellúszás        | Emma Igelström · Svédország                                                                | 31,26      | Agnieszka Braszkiewicz · Lengyelország                                              | 31,55   | Anne-Mari Gulbrandsen · Norvégia                                                 | 31,70   |
| 100 m-es mellúszás       | Alicja Pęczak · Lengyelország                                                              | 1:06,95    | Emma Igelström · Svédország                                                         | 1:07,14 | Anne-Mari Gulbrandsen · Norvégia                                                 | 1:08,17 |
| 200 m-es mellúszás       | Emma Igelström · Svédország                                                                | 2:24,05    | Alicja Pęczak · Lengyelország                                                       | 2:24,17 | Anne-Mari Gulbrandsen · Norvégia                                                 | 2:25,55 |
|                          |                                                                                            |            |                                                                                     |         |                                                                                  |         |
| 50 m-es pillangóúszás    | Anna-Karin Kammerling · Svédország                                                         | 25,60 WR   | Karen Egdal · Dánia                                                                 | 26,72   | Johanna Sjöberg · Svédország                                                     | 26,74   |
| 100 m-es pillangóúszás   | Martina Moravcová · Szlovákia                                                              | 57,54 ER   | Johanna Sjöberg · Svédország                                                        | 57,86   | Mette Jacobsen · Dánia                                                           | 58,91   |
| 200 m-es pillangóúszás   | Annika Mehlhorn · Németország                                                              | 2:05,77 ER | Mette Jacobsen · Dánia                                                              | 2:07,70 | Petra Zahrl · Ausztria                                                           | 2:09,29 |
|                          |                                                                                            |            |                                                                                     |         |                                                                                  |         |
| 100 m-es vegyes úszás    | Martina Moravcová · Szlovákia                                                              | 1:00,58    | Annika Mehlhorn · Németország                                                       | 1:01,21 | Sue Rolph · Egyesült Királyság                                                   | 1:01,25 |
| 200 m-es vegyes úszás    | Jana Klocskova · Ukrajna                                                                   | 2:10,75    | Oxana Verevka · Oroszország                                                         | 2:12,15 | Sue Rolph · Egyesült Királyság                                                   | 2:12,28 |
| 400 m-es vegyes úszás    | Jana Klocskova · Ukrajna                                                                   | 4:35,11    | Annika Mehlhorn · Németország                                                       | 4:39,02 | Rachael Corner · Egyesült Királyság                                              | 4:40,11 |
|                          |                                                                                            |            |                                                                                     |         |                                                                                  |         |
| 4 × 50 m-es gyorsváltó   | Svédország · Annika Lofstedt · Therese Alshammar · Johanna Sjöberg · Anna-Karin Kammerling | 1:38,21 WR | Egyesült Királyság · Alison Sheppard · Sue Rolph · Karen Pickering · Rosalind Brett | 1:38,39 | Németország · Britta Steffen · Petra Dallman · Daniela Samulski · Verena Witte   | 1:39,63 |
| 4 × 50 m-es vegyes váltó | Svédország · Therese Alshammar · Emma Igelström · Anna-Karin Kammerling · Johanna Sjöberg  | 1:48,31    | Németország · Daniela Samulski · Sylvia Gerasch · Marletta Uhle · Petra Dallman     | 1:50,96 | Egyesült Királyság · Sarah Price · Heidi Earp · Rosalind Brett · Alison Sheppard | 1:51,20 |